# Жукойни Желядские (Островецкий район)
Жукойни Желядские (бел. Жуко́йні Жаля́дскія; также — Жуко́йні Жэ́лядзкія, Жуко́йні Жаля́цкія) — деревня в Островецком районе Гродненской области Белоруссии. Входит в состав Михалишковского сельсовета.

## География
Ближайшие населённые пункты Гудали, Лядцы, Спонды и др.
Пролегает дорога Н-6898.
Недалеко от деревни стык границ Минской, Гродненской и Витебской областей.

## Этимология

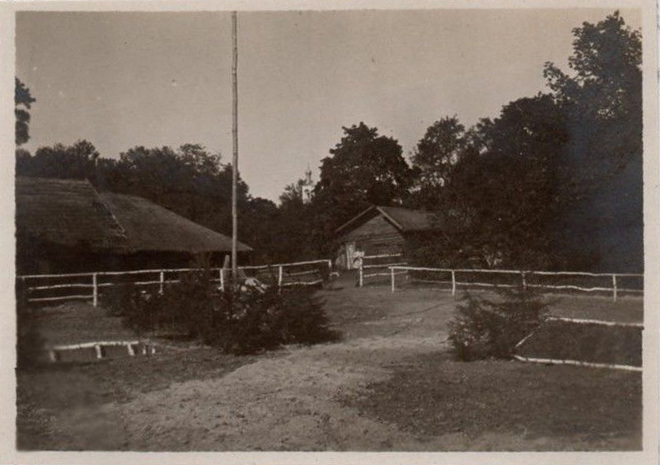

Обе составляющие названия Жукойни Желядские имеют балтское происхождение.
Название Жукойни в среде литовскоязычных автохтонов используется в форме Žukainys. Корень Žuk- как в литовском žuklys «рыбак» (< балтское диалектное *žukas «рыба», рядом с привычным литовским žuvis «рыба»).
Вероятно, с переселением или семейным ответвлением связано существование двух поселений с общим основным названием — Жукойни Страцкие (от названия Страцкого озера (ныне Тумское), которое от названия вилейской реки Страча) и Жукойни Желядские.
Жукойни названы Желядскими, так как рядом деревня с названием Желядь. Желядское название гидронимического происхождения, от названия речки *Желядь, впадающая в Желядское (пол. Żeladskie) озеро.
Гидроним Желядь балтского происхождения, откачанная балтская форма как в литовском речном названии *Gelindis / Geland-upis (между Тельшяем и Плунге). Корень из ряда Gal- : Gel- : Gil-, откуда литовское galvis «пруд на месте старого речного русла», gelmė «глубина», gilus «глубокий». Того же происхождения и той же структуры (расширитель -nd-) литовские гидронимы Gilandė (река), Gilandis (озеро), предполагаемый прусский гидроним *Galinda (от его прусское племя галиндов). Все эти названия несут семантику глубины, название Желядь значит «Глубокая (река)».

## История

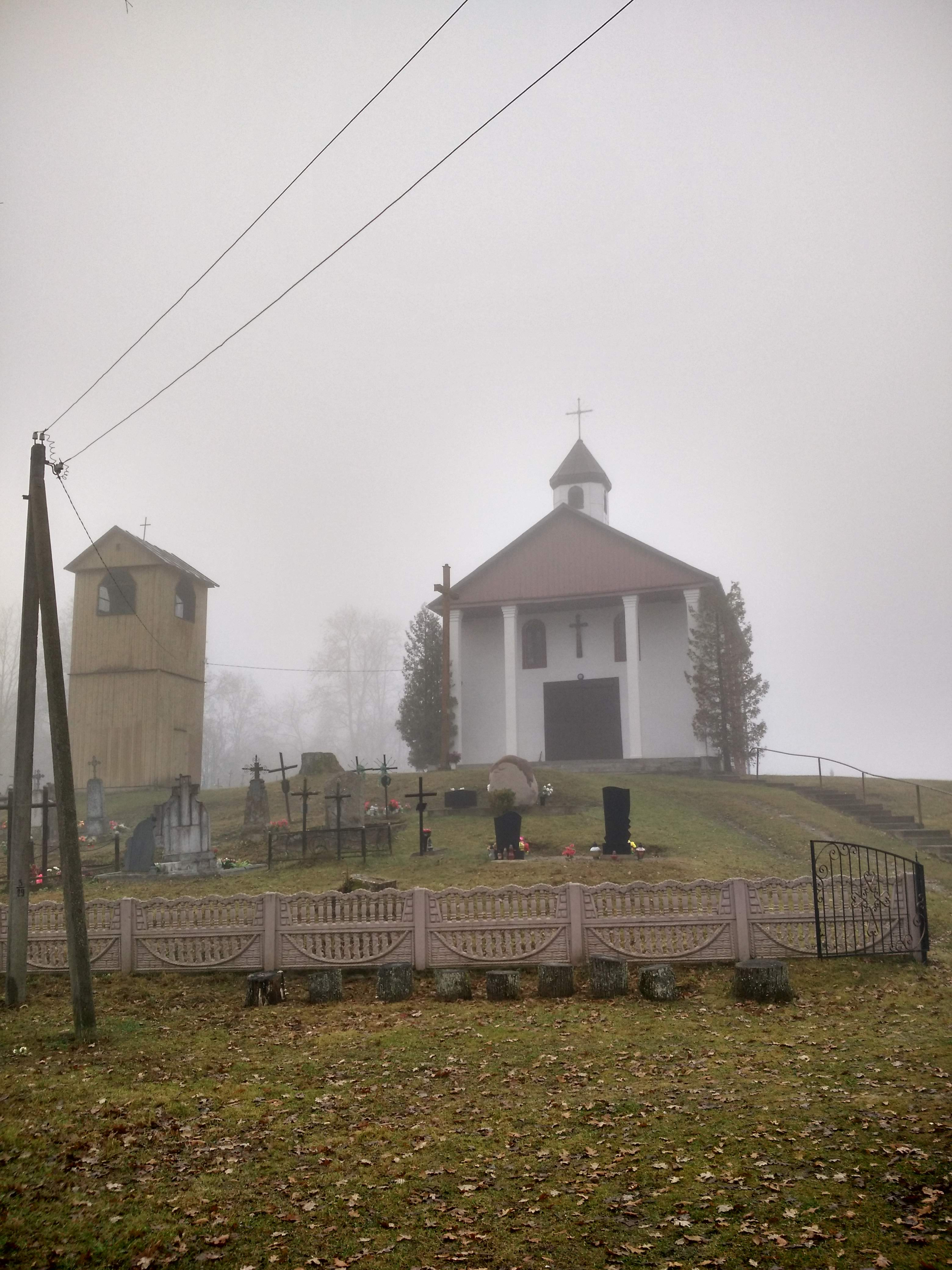
Костёл Пресвятой Матери Божией Шкаплерной

В 1905 году в Свенцянском уезде Александровской волости Виленской губернии.
До 2013 года деревня входила в состав Спондовского сельсовета.

## Население

### Численность
- 2009 год — 36 жителей

### Динамика
- 1999 год — 68 жителей (перепись населения)
- 2009 год — 36 жителей (перепись населения)[5]

## Достопримечательность
- Костёл Пресвятой Матери Божией Шкаплерной или Костёл Пресвятой Девы Марии с горы Кармель (1912)[7]. Католический храм.